# カルム・ベスト
カルム・ベスト（Calum Best, 1981年2月6日 - ）はアメリカ合衆国カリフォルニア州サンノゼ出身のファッションモデル。イギリスの国民的人気な存在だった北アイルランド出身のサッカー選手ジョージ・ベストの息子。母はイングランド人の元モデルで現在は宝石商。父がアメリカのクラブにいた時にアメリカで生まれた。
アメリカの人気アイドル、リンジー・ローハンと交際していた。